# Обезьянье седло

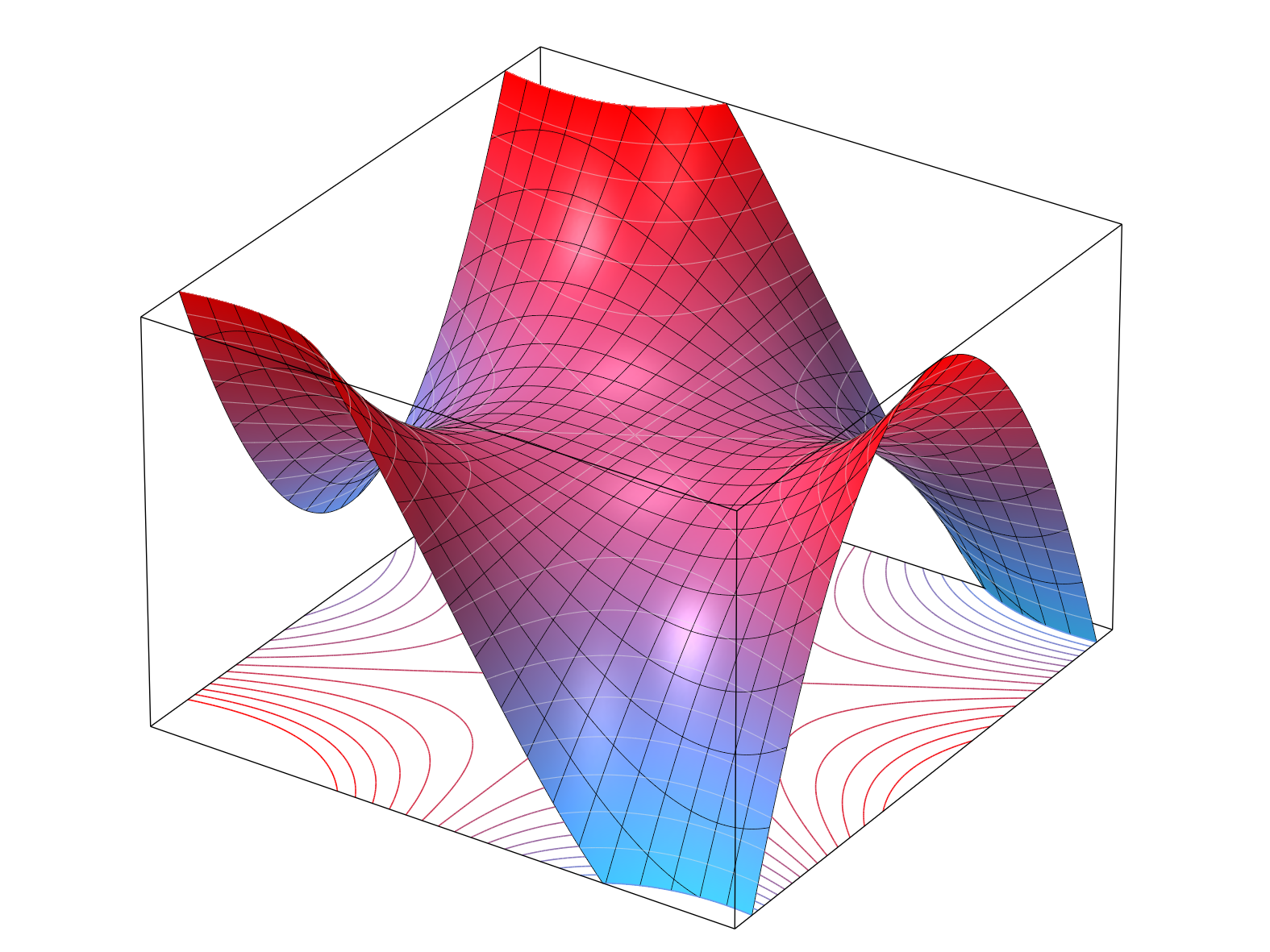
Обезьянье седло

Обезьяньим седлом называется поверхность, определяемая уравнением: 
{\displaystyle z=x^{3}-3xy^{2}.}

## Свойства
- Обезьянье седло принадлежит к классу седловых поверхностей.
- Точка (0,0,0) на обезьяньем седле соответствует вырожденной критической точке функции z(x,y) в (0, 0).
- Обезьянье седло имеет изолированную омбилическую особенность с нулевой гауссовой кривизной в начале координат, в то время как в остальных точках кривизна строго отрицательна.
- Сферическое отображение обезьяньего седла имеет точку ветвления в точке (0,0,0).

## О названии
Обезьянье седло обязано своим названием тому, что седло для обезьяны требует трёх углублений: двух для ног и одного для хвоста.
Чтобы показать, что обезьянье седло имеет три углубления, запишем уравнение в комплексных числах:
{\displaystyle z(x,y)=\operatorname {Re} (x+iy)^{3}.}
Поскольку z(tx,ty) = t³ z(x,y) для t ≥ 0, поверхность определяется переменной z на единичной окружности. Параметризуя z=eiφ, где φ ∈ [0, 2π), мы получим на окружности уравнение z(φ) = cos 3φ, следовательно, z, действительно, имеет три углубления. Заменив в нашем уравнении 3 на любое натуральное число k, мы получим седло с  k углублениями.